# Erinnyis impunctata
Erinnyis impunctata là một loài bướm đêm thuộc họ Sphingidae. Cá thể trưởng thành có lẽ mọc cánh quanh năm, chúng được ghi nhận vào tháng 1 ở Argentina. Cá thể trưởng thành hút mật hoa.
Ấu trùng ăn các loài Carica papaya, Jatropha và Allamanda.

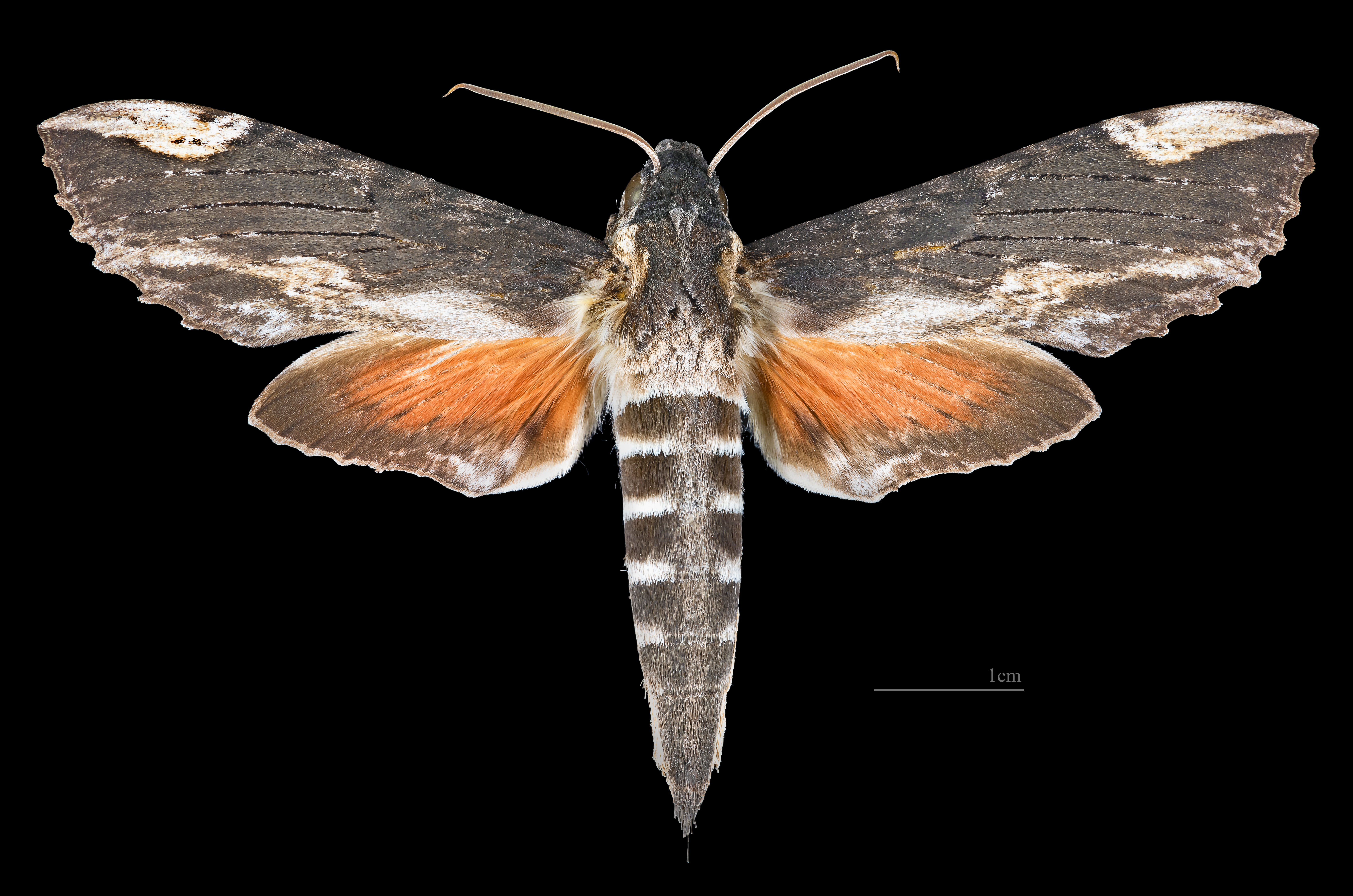
Erinnyis impunctata ♀
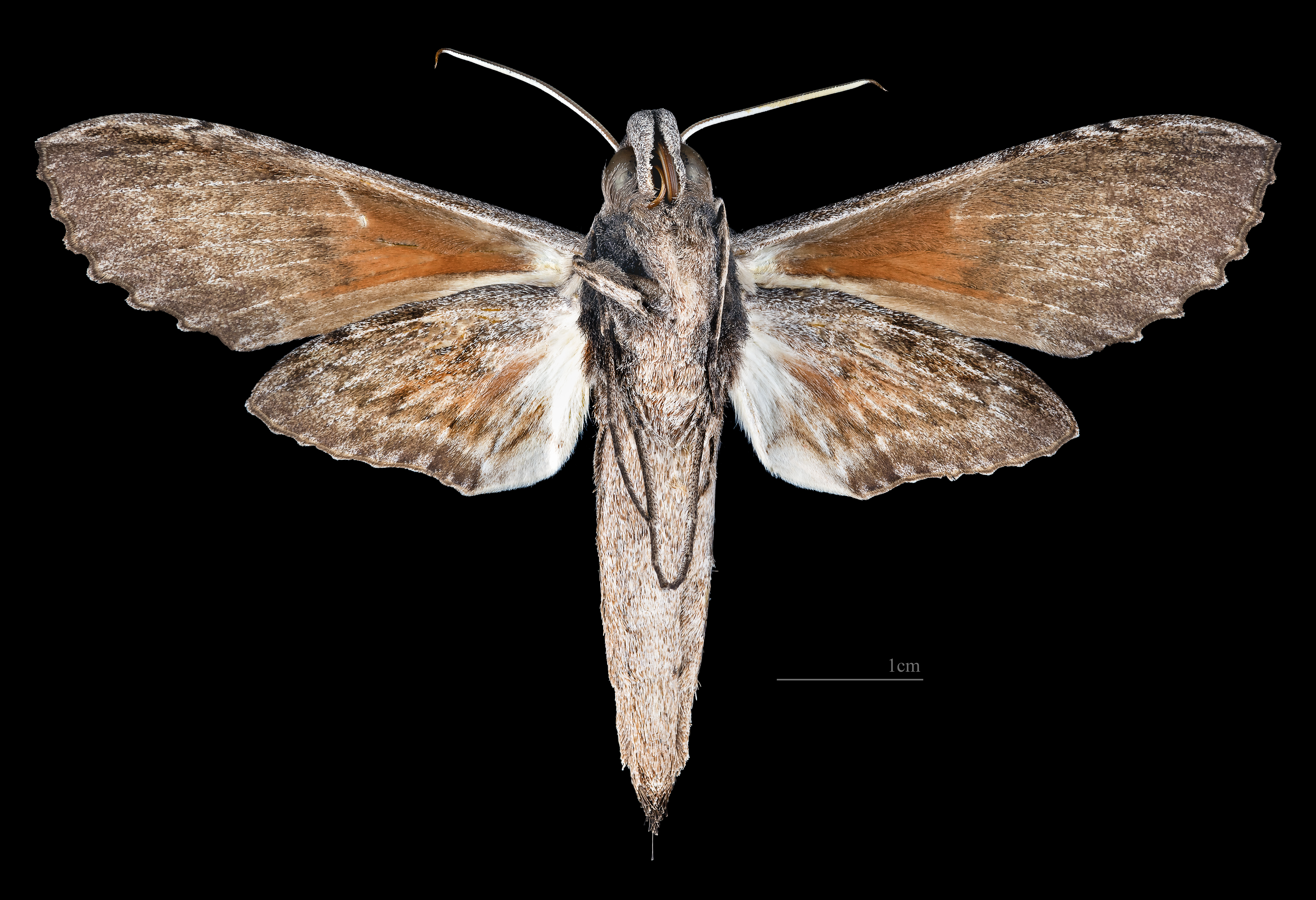
Erinnyis impunctata ♀ △

## Hình ảnh

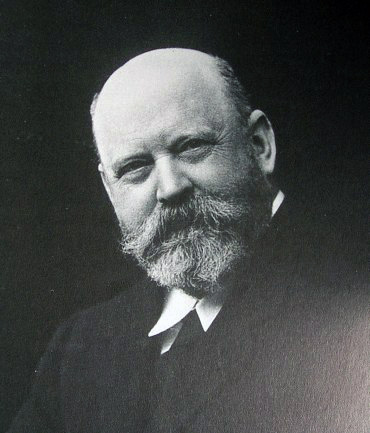
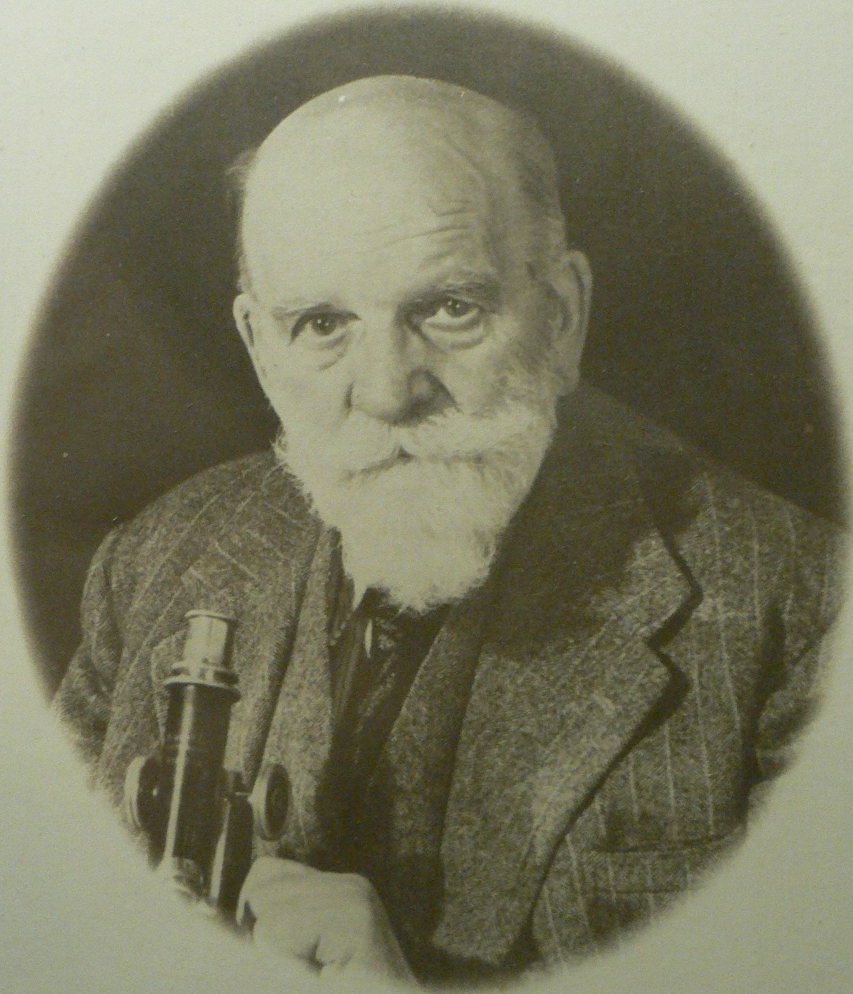
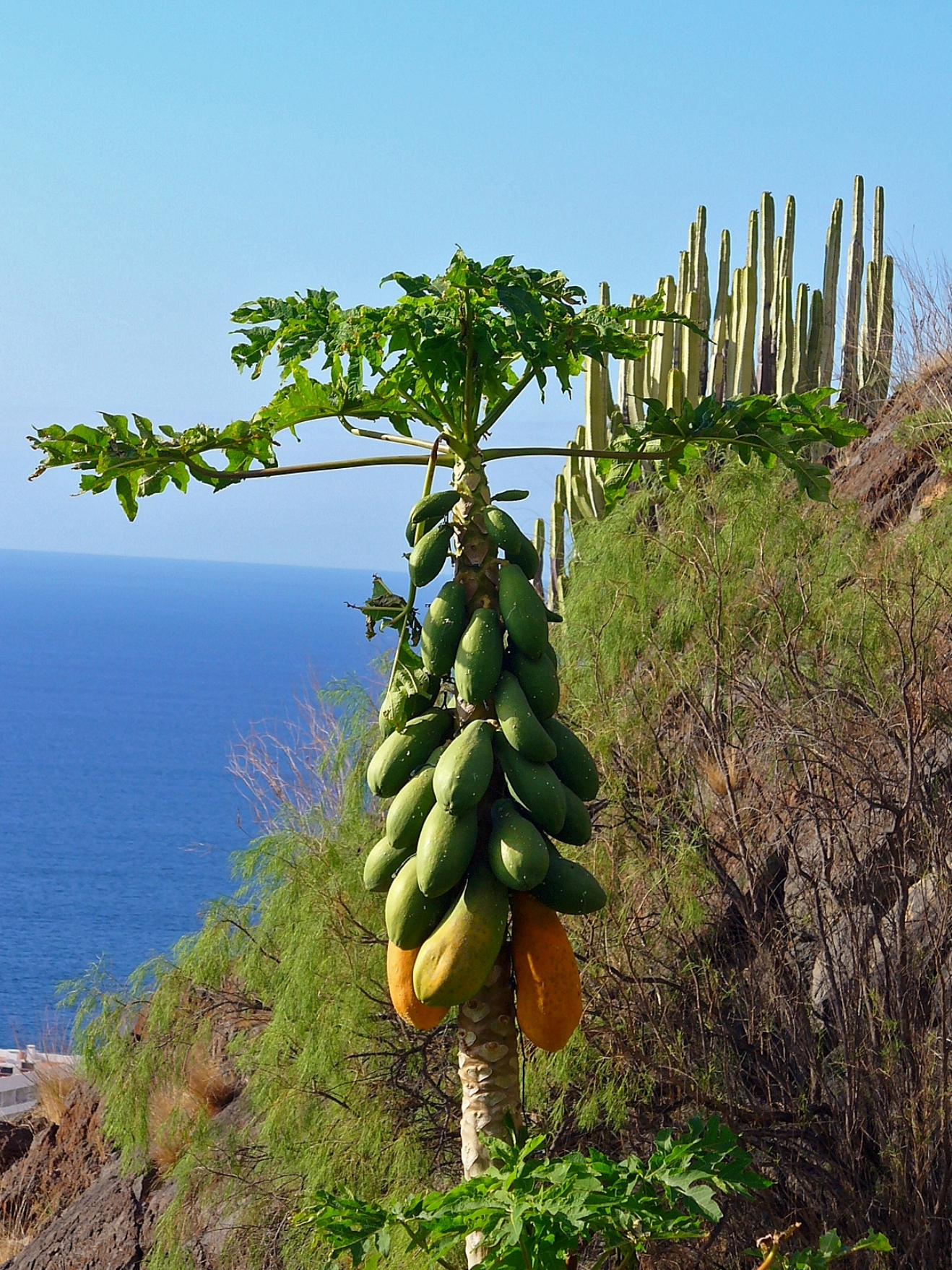